# Blas Bernal
Blas Bernal nació en Alicante, en el seno de una familia de clase media obrera. Actualmente está casado, tiene dos hijas y es militante del PSPV-PSOE desde hace más de 30 años. 
Comenzó su carrera política siendo Secretario General de las Juventudes Socialistas de Alicante. Desde sus responsabilidades políticas, ha mantenido relaciones con el tejido asociativo alicantino, especialmente con el mundo del deporte y de las fiestas de su ciudad.
Ha desempeñado distintas responsabilices en la Comisión Ejecutiva del PSOE de Alicante. En 1999 acompañó a José Antonio Pina en la candidatura local para las Elecciones Municipales, siendo elegido concejal ese mismo año.
En 2002 presentó su pre-candidatura a la alcaldía de Alicante, coincidiendo con la también concejala Carmen Sánchez Brufal en unas elecciones primarias que se resolvieron con el apoyo de la agrupación socialista de Alicante a la candidatura de Bernal, con un estrecho margen.
En las elecciones municipales de 2003, siendo candidato del PSPV-PSOE de Alicante a la alcaldía, Blas Bernal contó en sus apariciones públicas con importantes líderes socialistas, como el expresidente del Gobierno Felipe González y el Secretario General del PSOE José Luis Rodríguez Zapatero, que tan solo un año más tarde sería Presidente del Gobierno apartando al Partido Popular del Ejecutivo.
Entre las propuestas que Bernal lanzó en su programa electoral, destacan los “Concejales de Distrito”; la Seguridad Ciudadana; el soterramiento de las vías; los “Presupuestos Participativos”; la “Concejalía de la Mujer y de la Infancia”; la “Oficina de Empleo Juvenil”; el “Plan de Potenciación de las Fiestas”; la “Rehabilitación Integral del Centro” y el aumento del Parque de VPOs. 
Bernal logró un aumento cíclico en el respaldo electoral del PSPV-PSOE de Alicante, respecto a anteriores comicios. Sin embargo, el escrutinio que en un principio parecía dar la victoria a un posible pacto PSOE-EU, terminó por favorecer a Luís Díaz Alperi (PP) con el balance del último distrito computado (centro), que continuó ocupando la alcaldía constituyéndose el Gobierno local del siguiente modo:
- PP: 14 Concejales
- PSPV-PSOE: 12 Concejales
- EU-Entessa: 1 Concejal

Blas Bernal asumió las funciones de Portavoz del Grupo Municipal Socialista en 2003. Su oposición se caracterizó por una fuerte crítica a gestiones municipales como Mercalicante; El Plantío; Las Harineras; el Palacio de Congresos; o la Finca Lo Cirer entre otras. Crítica que se vio materializada en pleitos que, hasta el momento, su partido ha perdido en todos los casos.
En 2006 y tras una fuerte crisis interna del PSPV-PSOE de Alicante se designó una Comisión Gestora, adoptando una línea política distinta a la que hasta entonces se había seguido, poco después Blas Bernal se vio obligado a abandonar la portavocía del grupo socialista desde los órganos directivos de el PSPV-PSOE, y pasó a adoptar las responsabilidades de oposición en la Concejalía de Juventud y Plaza de Toros. La crisis se motivó por el apoyo del grupo socialista al conocido como Plan Rabasa, que tanto los Groupos Popular como Socialista intentaron adjudicar a un único constructor (Enrique Ortiz Selfa), actualmente imputado en el caso Gürtel, que pretendía la creación de 15.000 viviendas fuera del Plan General Urbano de la ciudad, de las cuales 9.000 eran proyectadas como VPO.
Desde junio de 2007 el dirigente socialista no ocupa cargo público alguno y desempeña su labor en la Dirección General del Hércules C.F. (propiedad del citado constructor), continuando su vinculación anterior con el deporte alicantino.
| Predecesor: José Antonio Pina | Portavoz del Grupo Socialista en el Ayuntamiento de Alicante 2003-2007 | Sucesor: Etelvina Andreu |

- Datos: Q5730013